# Madoi

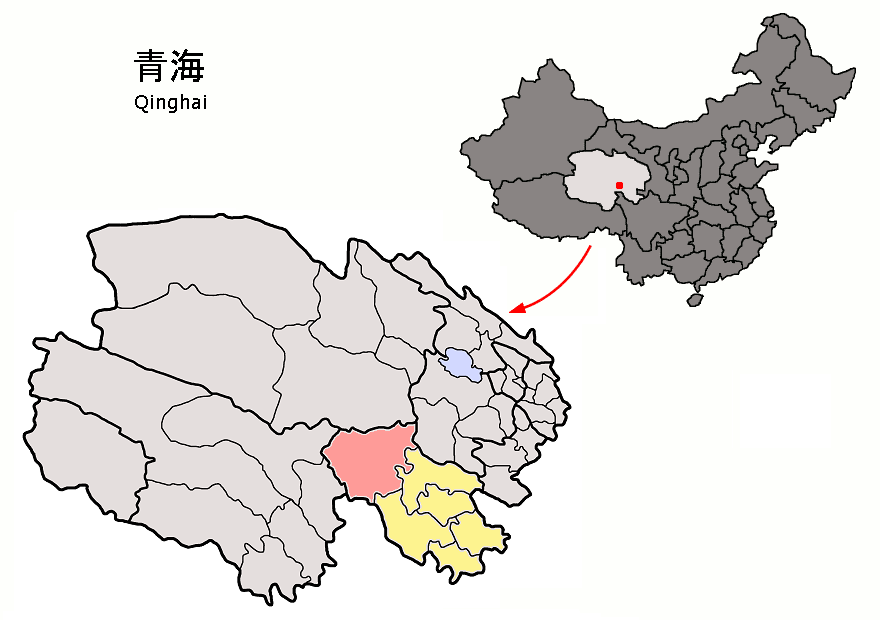
Lage des Kreises Madoi (rosa) in Golog (gelb)

Der Kreis Madoi (auch Matö; chinesisch 玛多县, Pinyin Mǎduō Xiàn; tibetisch རྨ་སྟོད་རྫོང, Umschrift nach Wylie rma stod rdzong) ist ein Kreis des Autonomen Bezirks Golog der Tibeter im Südosten der chinesischen Provinz Qinghai. Die Fläche beträgt 24.478 Quadratkilometer und die Einwohnerzahl 14.500 (Stand: Zensus 2020). 1999 betrug die Einwohnerzahl 10.717. Sein Hauptort ist die in der Großgemeinde Huanghe (Huánghé Xiàng 黄河乡) gelegene städtische Siedlung Machali (玛查里).
Die Süßwasserseen Co Gyaring (扎陵湖,  Zhaling Hu) und Co Ngoring (鄂陵湖,  Eling Hu), die zum Flussnetz des Huang-He-Quellgebiets gehören, liegen auf seinem Gebiet.

## Administrative Gliederung
Auf Gemeindeebene setzt sich der Kreis aus zwei Großgemeinden und zwei Gemeinden zusammen. Diese sind (Pinyin/chin.):
- Großgemeinde Huashixia 花石峡镇
- Großgemeinde Mazhali 玛查理镇

- Gemeinde Heihe 黑河乡
- Gemeinde Zhalinghu 扎陵湖乡